# Llei de Gauss per al magnetisme
En física, la llei de Gauss per al magnetisme és una de les quatre equacions de Maxwell, que són la base de l'electrodinàmica clàssica. Estableix que el camp magnètic B té una divergència igual a zero, en altres paraules, es tracta d'un camp vectorial solenoïdal. Això és equivalent a afirmar que no existeixen els monopols magnètics. En comptes de càrregues magnètiques, l'entitat bàsica del magnetisme són els dipols.
La llei de Gauss per al magnetisme pot ser escrita de dues maneres diferents, en forma diferencial i en forma integral, que són equivalents segons el teorema de la divergència.

## Forma diferencial
La forma diferencial de la llei de Gauss per al magnetisme és:
{\displaystyle \nabla \cdot \mathbf {B} =0}
on
{\displaystyle \nabla \cdot } indica la divergència,
B és le camp magnètic.

## Forma integral
La forma integral de la llei de Gauss per al magnetisme estableix:
{\displaystyle \oint _{S}\mathbf {B} \cdot \mathrm {d} \mathbf {A} =0}
on
S és qualsevol superfície tancada (una superfície tancada és la superfície que limita un cos tridimensional, la superfície d'una esfera o un cub ho serien),
dA és un vector, la seva magnitud és l'àrea d'un element infinitesimal de la superfície S i la seva direcció apunta cap a l'exterior i és perpendicular a la superfície. (Vegeu integral de superfície per a més detalls),
El costat esquerre d'aquesta equació rep el nom de flux net del camp magnètic fora de la superfície, i la llei estableix que és igual a zero.
Les formes diferencial i integral de la llei són matemàticament equivalents a causa del teorema de la divergència, la utilització d'una o altra forma dependrà del que sigui més convenient en cada moment.

## En termes de vector potencial
A conseqüència del teorema de Helmholtz, la llei de Gauss per al magnetisme és equivalent a la següent afirmació:
Existeix un camp vectorial A tal que {\displaystyle \mathbf {B} =\nabla \times \mathbf {A} }
Aquest camp vectorial rep el nom de potencial magnètic. Noti's que hi ha més d'un possible A que satisfaria l'equació per a un camp B donat, de fet en serien infinits. Això significa que és possible afegir a A qualsevol camp de forma {\displaystyle \nabla }φ perquè el rotacional del gradient de cada camp és zero. Així, afegir {\displaystyle \nabla }φ a A no canvia el resultat de B.

## En termes de línies de camp
El camp magnètic B, com qualsevol camp vectorial, pot ser representat a través de línies de camp, un conjunt de corbes amb una direcció que correspon a la direcció de B i una densitat que és proporcional a la magnitud de B. La llei de Gauss per al magnetisme equival a afirmar que les línies de camp no tenen ni origen ni final, formen un bucle tancat o s'estenen cap a l'infinit a les dues direccions.

## Modificació si existissin els monopols
Si s'arribés a descobrir l'existència dels monopols magnètics la llei de Gauss per al magnetisme deixaria de ser vàlida. Però si arriba el cas podria ser substituïda per la següent llei:
{\displaystyle \nabla \cdot \mathbf {B} =\rho _{m}}
on
{\displaystyle \rho _{m}} seria la densitat de càrrega magnètica